# 문수산 (용인)
문수산(文秀山)은 대한민국 경기도 용인시 처인구 모현읍 능원리과 동림리 사이에 있는 산이다.
정상부는 완만한 경사로 이어지고 남북으로 길다. 산의 남서쪽에 있는 안골고개 방향으로 완만한 경사의 능선이 계속된다. 동쪽에는 능골고개가 있고, 남서쪽에는 안골고개가 있다.
남동쪽에는 능원천으로 흘러 들어가는 작은 개울이 있어 수량이 풍부하다. 그 북쪽으로는 능원천이 서쪽에서 동쪽으로 흐른다. 북쪽으로 국도 43호선이 동서 방향으로 수지구와 능평동으로 지나고 있다. 서쪽 능원천 건너에는 충렬서원(경기도 유형문화재 제9호)이 있다.
산의 북서쪽 골짜기에는 영묘재, 연안이씨 행적비, 포은 신도비 등이 있으며, 남쪽에는 문강재, 한국등잔박물관 등이 있다.

## 전해오는 이야기
경기도 용인시 모현면 능원리 소재 포은 정몽주(鄭夢周 1337∼1392) 묘역에서는 해마다 천장(遷葬)행렬의 행사가 열리는데 고려 말 유학자 포은 '정몽주' 선생을 기리는 포은문화제이다.
이 천장행렬은, 470여년을 이어온 고려왕조를 지키려다 선죽교에서 희생된 정몽주 선생이 복권되어 후손과 많은 유림들이 따르는 가운데 교향인 영천(永川)으로 이장하는 도중 지금의 용인시 수지구 풍덕천동을 지날 때, 갑자기 상여의 명정(銘旌)이 회오리바람에 날아가 죽전 대지고개를 넘어 모현면 능원리 문수산에 떨어지게 되자 이곳에 묘를 쓰게 되었다는 전설에 따라 당시의 천장행렬을 재현하는 행사라고 전해진다.
또한 이곳 용인시 모현읍 능원리의 문수산에는 연안(延安) 이씨와 영일(迎日) 정씨가 나란히 묻혀 있다. 바로 조선 세조 때의 문신 이석형(李石亨, 1415~1477)과 포은 정몽주 무덤이 있는 곳이다. 이석형은 정몽주의 손녀사위다. 정몽주와 이석형이 각각 묻힌 자리는 ‘쌍유혈(雙乳穴)’로 유명한 곳라고 한다. 쌍유혈이란 여인의 ‘두 젖가슴처럼 생긴 자리’라는 풍수 용어라고 하는데 그만큼 이 일대가 좋은 땅이라고 전해진다.

## 산행코스 정보
43번 국도를 타고 10분 정도를 달리다 보면 한국등잔박물관(처인구 능원리)에 도착된다. 이 곳은 세브란스병원 의사였던 김동휘씨가 40여 년간 수집한 등잔을 모아 1997년 9월 개관했다.
1층은 사랑방·안방·찬방·부엌 등으로 실내 공간을 구성하고 선비·아낙·아이·서민들이 쓰던 등잔을 전시했다. 2층에서는 등잔의 역사와 다른 나라의 등잔을 볼 수 있다.
등잔박물관에서 걸어서 5분 거리에 정몽주 선생 묘가 있다. 개성 풍덕에 있던 묘소를 현재 위치인 모현면 능원리 문수산 기슭으로 옮겨 부인 경주 이씨와 합장하였다.
용인자연 휴양림(처인구 초부리)은 2009년 9월 개장하였는데 반나절이면 돌아볼 수 있는 곳이다.

## 문수산과 문수봉
경기도 용인시에는 두개의 문수산이 존재하고 있다. 문수산(文秀山)과 문수봉(文殊峰)이다. 한자가 다르듯이 산의 높이부터 다르다. 능원리 문수산(文秀山)은 221.4m이고 원삼면 사암리와 문촌리의 문수봉(文殊峰)은 403.2m이다.
헷갈리는 것은 그뿐만 아니다. 문수봉(文殊峰)에 대한 표기인데 현재 나와있는 지도에는 원삼면 사암리의 문수산은 문수봉으로 표기되어 있다. 높이가 300m 이상은 돼야 산이라 할 수 있는데 능원리의 문수산은 221.4m인데도 산으로 표기해 놓고 원삼리 사암리와 문촌리의 문수산은 봉으로 표기해 놓았다. 어딘가 앞뒤가 안맞다.

## 같이 보기
- 한국의 산
- 법화산 (경기)
- 대지산 (경기)